# Alhred di Northumbria
Alhred, o Alchred (fl. VIII secolo), regnò sulla Northumbria dal 765 al 774.

## Biografia
Sarebbe stato un discendente di Ida attraverso un figlio di costui di nome Eadric. Æthelwald Moll fu deposto nel 765 e Alhred divenne re. Poco si sa sul suo regno. Fu deposto ed esiliato nel 774. Secondo l'Historia Regum Anglorum di Simeone di Durham fuggì nel regno dei Pitti, dove fu accolto da re Ciniod. 
Secondo Frank Stenton, egli è legato alle missioni inglesi nel continente. La missione di san Villeado di Brema, che fondò l'arcivescovato di Brema, fu autorizzata da un'assemblea religiosa convocata da Alhred. Sopravvive anche una lettera di Alhred a san Lullo di Magonza, arcivescovo di Magonza, originario del Wessex.
Gli successe Æthelred, figlio di Æthelwald Moll

## Famiglia e figli
Sposò Osgifu, figlia di Oswulf e nipote di Eadberht Eating, o la figlia di Eadberht.
Il figlio di Alhred, Osred, sarebbe salito sul trono in seguito. Un altro suo figlio, Alhmund, sarebbe stato ucciso durante il regno di Eardwulf.